# Escut de Massalavés
L'escut de Massalavés és un símbol oficial representatiu de Massalavés, municipi del País Valencià, a la comarca de la Ribera Alta. El seu blasonament és el següent:
| « | Escut mig partit i truncat, que fa tres divisions. La primera, el milà volant del seu color natural. Segona, de gules, una flor de lis, d'or, i tercera, escacat de nou quadres [equipol·lat], els cinc de gules i els quatre d'argent, amb la flor de lis de gules. Timbrat amb corona reial oberta. | » |

## Història
L'escut fou aprovat per Reial Decret 819/1978 de 30 de març de 1978, publicat al BOE núm. 98 de 25 d'abril de 1978.
L'informe de la Reial Acadèmia de la Història, aprovat en Junta el 3 de juny de 1977, rebutjava el projecte original de l'Ajuntament i el modificava fent-lo més simple i adequat als criteris de l'Acadèmia.

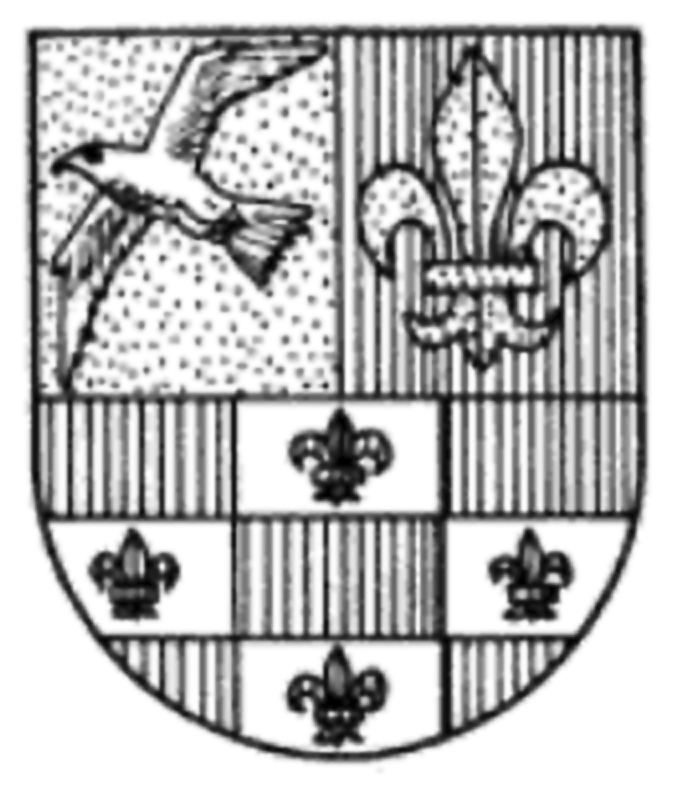
Escut publicat amb l'informe oficial.
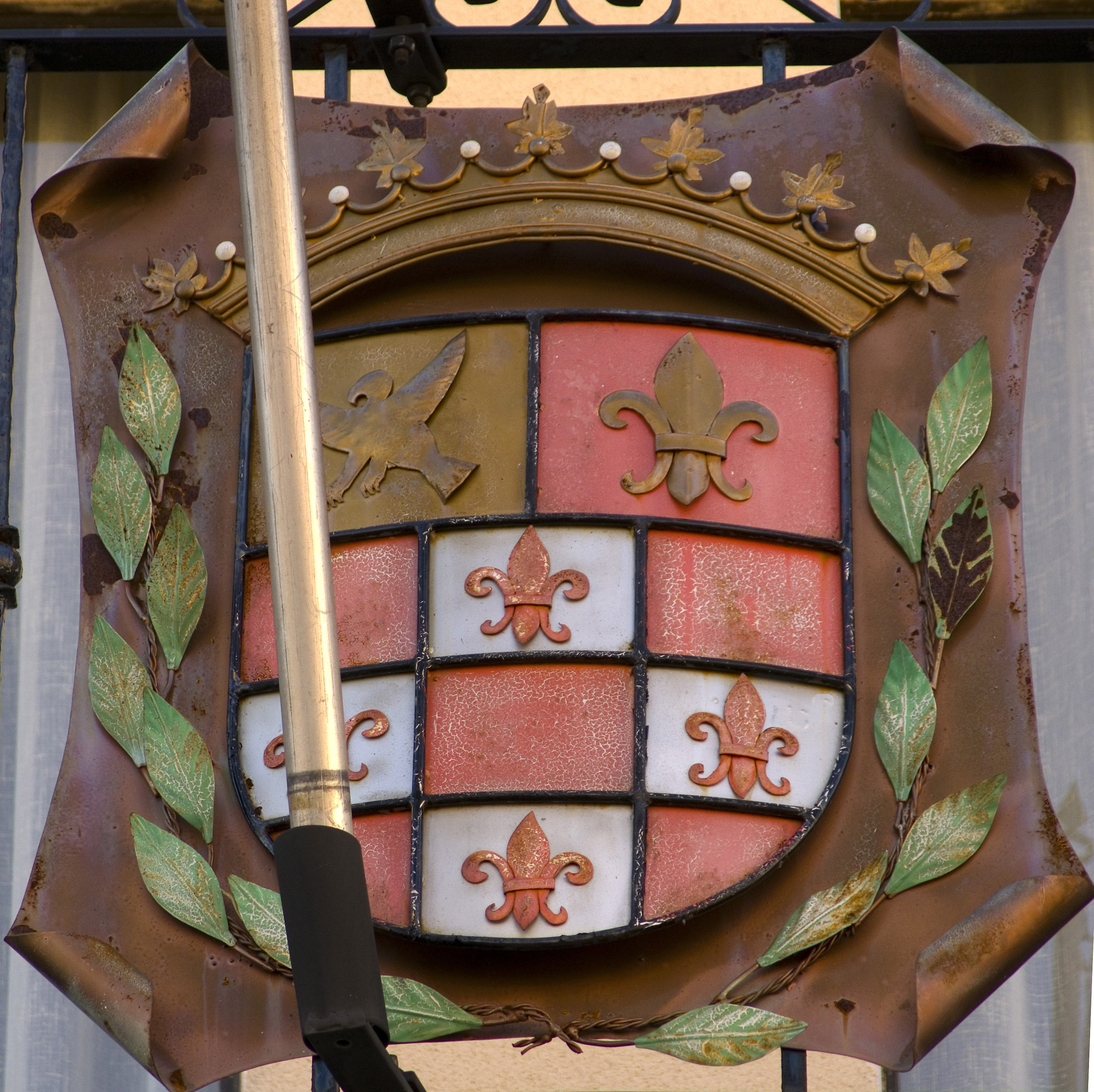
Escut a la façana de l'Ajuntament.

S'hi representen les armes de llinatges que han sigut senyors de la baronia de Massalavés: els Milà, «d'or un milà del natural», segons les anomenades Trobes de mosen Jaume Febrer (falsificació històrica del segle xvii, que es fa passar per un llibre del segle xiii) que es mencionen a l'informe oficial de la RAH; els Eixarc, «de gules una flor de lis d'or»; i els Vilaragut, que, segons Vicente de Cadenas, i tal com apareix a l'escut de Llanera de Ranes, hauria de ser «escacat de gules i argent, amb una flor de lis de gules en cada quadrat d'argent i una d'argent en cada quadrat de gules».
La RAH rebutjà que hi figuraren les armes dels Heredia, atesa l'escassa durada del seu domini de la baronia. També rebutjà incloure-hi el Senyal Reial, que al projecte original formava el camper de l'escut, sobre el qual hi apareixien tres escudets amb les armes senyorials.